# Netelia laevis
Netelia laevis är en stekelart som först beskrevs av Cameron 1905.  Netelia laevis ingår i släktet Netelia och familjen brokparasitsteklar. Inga underarter finns listade i Catalogue of Life.